# Mineral Hills
Mineral Hills is een plaats (village) in de Amerikaanse staat Michigan, en valt bestuurlijk gezien onder Iron County.

## Demografie
Bij de volkstelling in 2000 werd het aantal inwoners vastgesteld op 214.

## Geografie
Volgens het United States Census Bureau beslaat de plaats een oppervlakte van
3,8 km², geheel bestaande uit land.

## Plaatsen in de nabije omgeving
De onderstaande figuur toont nabijgelegen plaatsen in een straal van 24 km rond Mineral Hills.